# Staŭbunka
Staŭbunka (ryska: Столбунка, vitryska: Стаўбунка) är ett vattendrag i Belarus, på gränsen till Ryssland.   Det ligger i voblasten Homels voblast, i den östra delen av landet, 280 km sydost om huvudstaden Minsk.
Omgivningarna runt Staŭbunka är en mosaik av jordbruksmark och naturlig växtlighet. Runt Staŭbunka är det glesbefolkat, med 10 invånare per kvadratkilometer.